# Horred
Horred est une localité de Suède située dans la commune de Mark du comté de Västra Götaland. Elle couvre une superficie de 1,53 km2. En 2010, elle compte 1 271 habitants.